# Sylvanus Okpala
Sylvanus Okpala (5 settembre 1961) è un ex calciatore nigeriano, di ruolo centrocampista.

## Carriera
Vinse la Coppa d'Africa con la Nazionale nigeriana nel 1980. Partecipò, inoltre, a due edizioni dei Giochi Olimpici collezionando 6 presenze.

## Palmarès

### Nazionale
- Coppa d'Africa: 1

Nigeria 1980